# Isaac Toucey
Isaac Toucey, född den 15 november 1792 i Newtown, Connecticut, död den 30 juli 1869 i Hartford, Connecticut, var amerikansk demokratisk politiker och jurist.
Toucey inledde sin karriär som jurist i Hartford 1818. Han var ledamot av USA:s representanthus 1835-1839. Han var guvernör i Connecticut 1846-1847.
Toucey tjänstgjorde som USA:s justitieminister under president James K. Polk 1848-1849. Han var ledamot av USA:s senat 1852-1857. Han var marinminister under president James Buchanan 1857-1861.